# Сан Джовани ал Натизоне
Сан Джова̀ни ал Натизо̀не (на италиански: San Giovanni al Natisone; на фриулски: San Zuan al Nadison, Сан Дзуан ал Надизон) е градче и община в Северна Италия, провинция Удине, автономен регион Фриули-Венеция Джулия. Разположено е на 66 m надморска височина. Населението на общината е 6192 души (към 2010 г.).